# Ignacio Quereda
Ignacio Quereda Laviña (* 24. Juli 1950 in Madrid) ist ein spanischer Fußballtrainer, der von 1988 bis 2015 die spanische Fußballnationalmannschaft der Frauen trainierte. Er ist der am längsten amtierende Nationaltrainer im europäischen Fußball.

## Karriere

### Spieler
Quereda, der in Madrid geboren wurde, wuchs in Badajoz auf, wohin seine Familie zwei Wochen nach seiner Geburt gezogen war. Später zog er zurück nach Madrid, wo er in der Jugendmannschaft von Real Madrid spielte. Laut UEFA gewann er mit der spanischen Universitätsmannschaft 1973 und 1975 die Goldmedaille bei der Studenten-Weltmeisterschaft.

### Trainer
1988 wurde er Trainer der spanischen Fußballnationalmannschaft der Frauen, nachdem er zuvor Trainer des spanischen Drittligisten CD Móstoles war. Zunächst blieben Erfolge aus. Nach einer 0:1-Niederlage im ersten Spiel unter seiner Regie gegen Belgien am 29. Oktober 1988, dem letzten Spiel in der Qualifikation für die EM 1989 belegten die Spanierinnen hinter Frankreich, der Tschechoslowakei und Belgien nur den vierten Platz. Es dauerte dann mehr als drei Jahre bis unter seiner Führung erstmals ein Spiel gewonnen wurde und auch in der Qualifikation für die EM 1991 scheiterten die Spanierinnen. Sie konnten sich damit auch nicht für die erste Fußball-Weltmeisterschaft der Frauen qualifizieren. Bei den folgenden Qualifikationen verbesserten sich die Spanierinnen zwar stetig, aber zunächst noch ohne nennenswerte Ergebnisse – bis auf ein 17:0 gegen Slowenien, dem höchsten Sieg zwischen zwei europäischen Frauenmannschaften. Erst in der Qualifikation für die EM 1997 konnten sie sich in den Playoffs gegen England durchsetzen und erstmals die Endrunde erreichen. Bei der EM-Endrunde in Norwegen und Schweden erreichten sie sogar das Halbfinale, verloren dort aber gegen Italien. Dies blieb dann aber für 16 Jahre die einzige Endrundenteilnahme.
Besser lief es im Juniorinnenbereich, denn die auch von ihm betreute U-19-Mannschaft wurde 2004 Europameister durch ein 2:1 gegen die deutsche Mannschaft, gegen die sie in den Gruppenspielen noch als einige Stammspielerinnen geschont wurden mit 0:7 verloren hatte. Bei der U-19-Fußball-Weltmeisterschaft der Frauen 2004 scheiterte die Mannschaft dann aber in der Gruppenphase, während Deutschland Weltmeister wurde. Und auch die U-17-Mannschaft konnte unter seinem späteren Nachfolger Jorge Vilda 2010 und 2011 den Titel gewinnen. Alexia Putellas, 2011 beste Torschützin der Spanierinnen, schaffte dann auch ebenso den Sprung in die späteren EM- und/oder WM-Kader wie Verónica Boquete, Ruth García und Natalia Pablos aus der 2004er U-19-Mannschaft.
Für die EM 2013 gelang der A-Nationalmannschaft dann die erneute Qualifikation. Dabei hatten sie Glück in den Playoffs gegen die Schottinnen. Denn nach einem 1:1 in Schottland, stand es in Spanien nach 90 Minuten ebenfalls 1:1. Schottland ging dann in der Verlängerung sogar mit 2:1 in Führung und auch der 2:2-Ausgleich reichte aufgrund der Auswärtstorregel nicht zur Qualifikation. In der zweiten Minute der Nachspielzeit gelang dann aber Verónica Boquete, die in der 119. Minute noch mit einem Strafstoß gescheitert war, der 3:2-Siegtreffer für Spanien. Auf dem Weg in die Playoffs war es ihnen als erster Mannschaft in 38 Euro-Spielen gelungen nicht gegen Deutschland zu verlieren.
Bei der Endrunde gewannen die Spanierinnen das erste Gruppenspiel gegen England durch ein Tor in der dritten Minute der Nachspielzeit mit 3:2. Nach einer 0:1-Niederlage gegen Geheimfavorit Frankreich reichte dann ein 1:1 gegen Russland um als Gruppenzweiter das Viertelfinale zu erreichen. Hier scheiterte seine Mannschaft mit 1:3 am späteren Vize-Europameister Norwegen. Die folgende Qualifikation für die WM 2015 verlief dann auch erfolgreich. In zehn Spielen gaben die Spanierinnen nur beim 0:0 in Italien einen Punkt ab und qualifizierten sich am vorletzten Spieltag erstmals für eine WM-Endrunde. Die Endrunde verlief dann aber enttäuschend für die Spanierinnen, insbesondere da man sich nach der Auslosung der Gruppen Hoffnungen auf das Erreichen des Achtelfinales gemacht hatte. Nach einem 1:1 gegen WM-Neuling Costa Rica gab es gegen Brasilien eine zu erwartende Niederlage, die aber mit 0:1 im Rahmen blieb. Danach folgte aber eine nicht einkalkulierte 1:2-Niederlage gegen Südkorea, wonach die Spanierinnen als Gruppenletzte ausschieden. Da die Spanierinnen als einzige europäische Mannschaft das Achtelfinale verpasst hatten, konnten sie sich auch nicht für die Olympischen Spiele 2016 qualifizieren. Noch vor der Heimreise veröffentlichte die Mannschaft einen von allen 23 Spielerinnen unterzeichneten Brief, in dem die Vorbereitung scharf kritisiert und die Ablösung des Trainers verlangt wurde. Quereda trat daraufhin nach 27 Jahren im Amt von seinem Posten zurück und Jorge Vilda, der zum Zeitpunkt Queredas Amtseinführung im Jahre 1988 gerade einmal sieben Jahre alt war, wurde sein Nachfolger. Er war damit am längsten von allen europäischen Nationaltrainern im Amt. Quereda betreute die Spanierinnen in 138 Spielen und konnte die in der FIFA-Weltrangliste bei Einführung der Liste im Jahr 2003 auf Platz 28 stehenden Spanierinnen bis auf Platz 19 im Jahr 2014 führen.

## Erfolge als Trainer
- 2004: Sieg bei der U-19-Europameisterschaft
- Qualifikation für die WM 2015
- EM-Halbfinale 1997, EM-Viertelfinale 2013